# 哥倫比亞縣 (俄勒岡州)
哥倫比亞縣（英語：Columbia County）是位於美国俄勒冈州北部的一個縣，北鄰华盛顿州，面積1,783平方公里。根據2020年美國人口普查，共有人口52,589人。縣治聖海倫斯。該縣成立於1854年，縣名紀念經過縣東部、北部邊界的哥倫比亞河。